# Le Glaizil
Le Glaizil ist eine französische Gemeinde im Département Hautes-Alpes in der   Region Provence-Alpes-Côte d’Azur.  Sie gehört zum Arrondissement Gap und zum Kanton Saint-Bonnet-en-Champsaur.

## Geographie
La Glaizil liegt in den französischen Seealpen.
Die angrenzenden Gemeinden sind Beaufin im Norden, Saint-Firmin im Nordosten, Aubessagne im Osten, Le Noyer im Süden, Dévoluy im Westen und Monestier-d’Ambel im Nordwesten.

## Bevölkerungsentwicklung
| Jahr      | 1962 | 1968 | 1975 | 1982 | 1990 | 1999 | 2006 | 2012 |
| --------- | ---- | ---- | ---- | ---- | ---- | ---- | ---- | ---- |
| Einwohner | 195  | 155  | 168  | 175  | 169  | 179  | 166  | 180  |

## Sehenswürdigkeiten
- Château de Lesdiguières, Burgruine, Monument historique

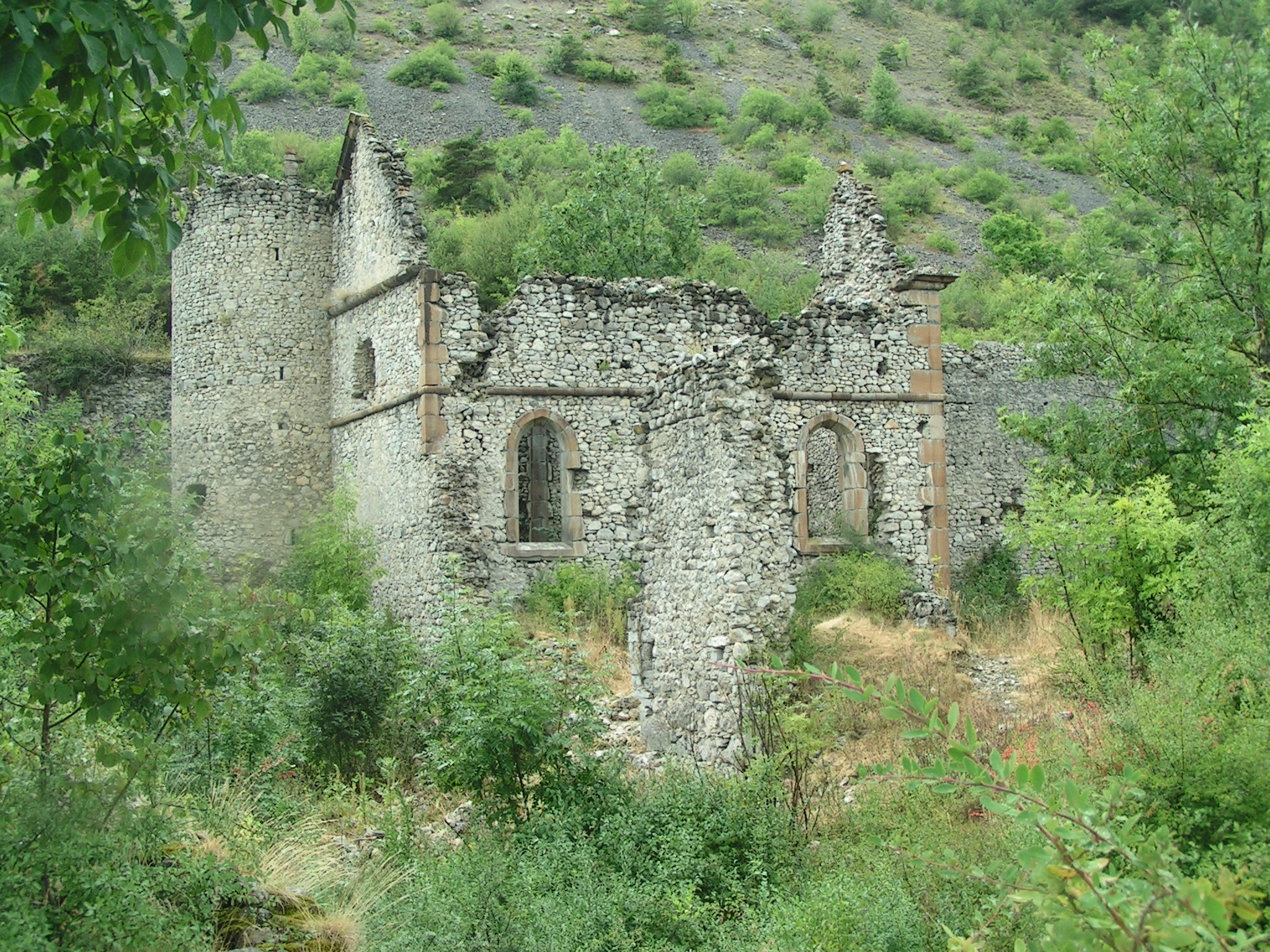
Überreste des Château de Lesdiguières
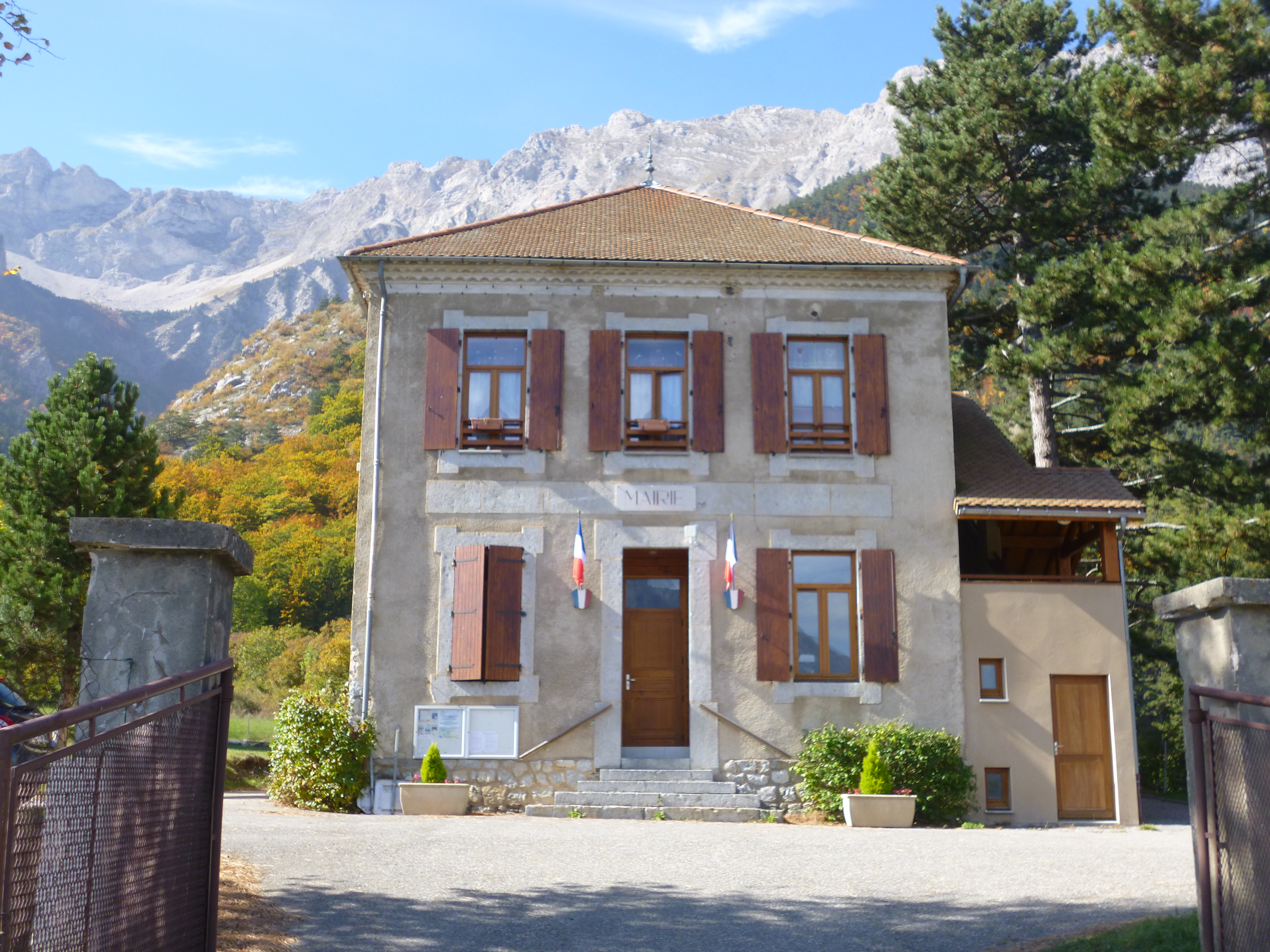
Rathaus
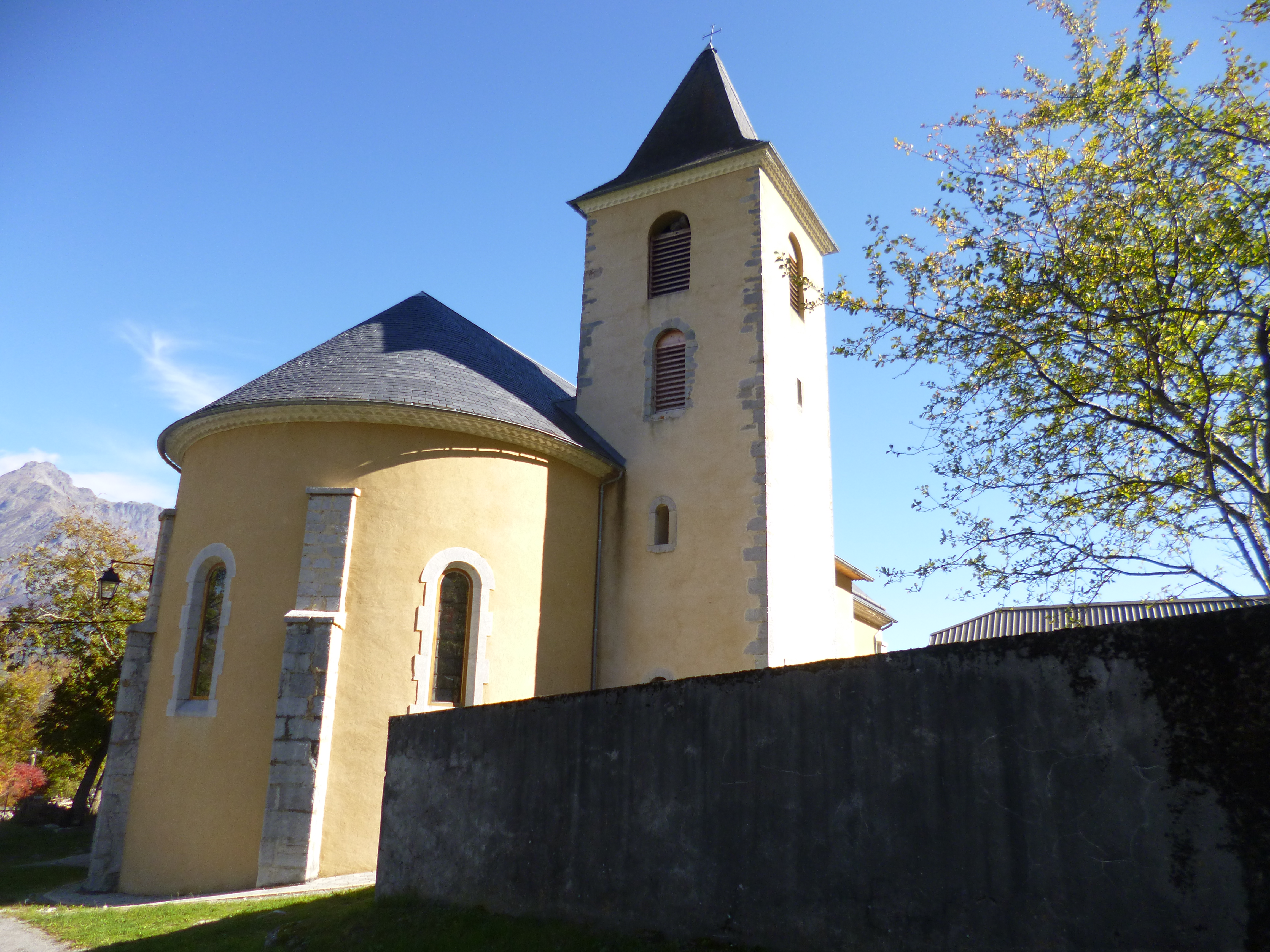
Kirche Saint-Jacques und Saint-Ambroise
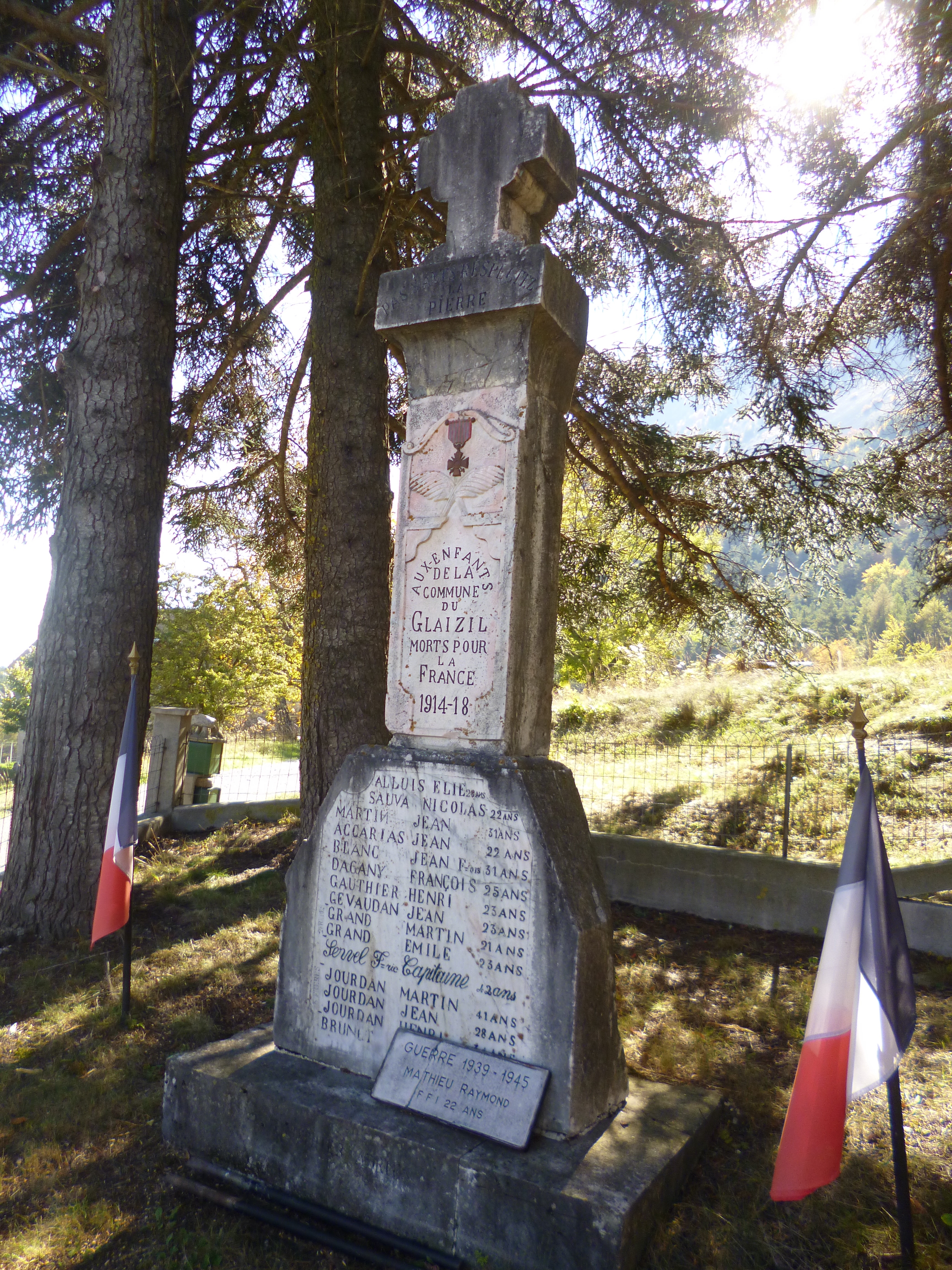
Kriegerdenkmal